# Richard Brent
Richard Brent (Stafford megye, 1757 – Washington, 1814. december 30.) az Amerikai Egyesült Államok szenátora (Virginia, 1809–1814).